# Сиргинава, Шахани Гигоевич
Шахани Гигоевич Сиргинава (1913 год, село Царча, Сухумский округ, Кутаисская губерния, Российская империя — 3 января 1975 года, село Царче, Гальский район, Абхазская АССР, Грузинская ССР) — председатель колхоза имени Андреева Гальского района, Абхазская АССР, Грузинская ССР. Герой Социалистического Труда (1948).

## Биография
Родился в 1913 году в крестьянской семье в селе Царча Сухумского округа.
С раннего возраста трудился в сельском хозяйстве. Во время коллективизации был избран председателем местной сельскохозяйственной артели, которая в последующем была преобразована в колхоз имени Эшба Гальского района.
В 1941 году призван в Красную Армию по мобилизации. Участвовал в Великой Отечественной войне.
В 1943 году демобилизовался и возвратился в родное село, где продолжил руководить колхозом имени Эшба (в последующем — колхоз имени Андреева) Гальского района. В 1947 году колхоз сдал государству в среднем с каждого гектара по 75,15 центнеров кукурузы на площади 15 гектаров. Указом Президиума Верховного Совета СССР от 21 февраля 1948 года удостоен звания Героя Социалистического Труда за «получение высоких урожаев кукурузы и пшеницы в 1947 году» с вручением ордена Ленина и золотой медали «Серп и Молот» (№ 730).
Этим же Указом званием Героя Социалистического Труда были награждены бригадиры Мошия Зосимович Чаава, Циба Виссарионович Чаргазия, звеньевые Константин Бахваевич Кварцхава, Герман Ивакович Курдагия, Мамия Иоанович Цацуа.
С 1951 года — председатель укрупнённого колхоза имени Бараташвили Гальского района с усадьбой в соседнем селе Чхуартал. Внёс значительный вклад в социальное и экономическое развитие села Чхуартал. При его председательстве в селе были построены новая средняя школа, дворец культуры, различные социальные объекты и жилые дома, в колхозе была построена собственная гидроэлектростанция и животноводческая ферма.
В 1964 году вышел на пенсию. Проживал в родном селе Царча Гальского района. Умер в январе 1975 года.
Награды
- Герой Социалистического Труда
- Орден Ленина
- Медаль «За оборону Кавказа» (01.05.1944)